# Okręgowe rozgrywki w piłce nożnej woj. białostockiego, łomżyńskiego, suwalskiego (1995/1996)
62. Edycja okręgowych rozgrywek w piłce nożnej województwa białostockiego

20. Edycja okręgowych rozgrywek w piłce nożnej województwa łomżyńskiego i suwalskiego

Okręgowe rozgrywki w piłce nożnej województwa białostockiego, łomżyńskiego, suwalskiego prowadzone są przez okręgowe związki piłki nożnej: białostocki, łomżyński i suwalski.
Nowe zasady punktacji, za zwycięstwo 3 pkt. za remi 1 pkt., porażka 0 pkt.
Reorganizacja ligi - od przyszłego sezonu utworzenie IV ligi makroregionalnej oraz rozdzielenie klasy okręgowej na białostocką i łomżyńska.
Mistrzostwo okręgu :

- białostocko-łomżyńskiego zdobyła Olimpia Zambrów.

- suwalskiego zdobył Mazur Ełk.

Puchar Polski okręgu:

- białostockiego zdobył Włókniarz Białystok

- łomżyńskiego zdobył ŁKS Łomża

- suwalskiego zdobyły Wigry Suwałki.
Drużyny z województwa białostockiego, łomżyńskiego i suwalskiego występujące w centralnych i makroregionalnych poziomach rozgrywkowych:
- 1 Liga - brak
- 2 Liga - Jagiellonia Białystok
- 3 Liga - ŁKS Łomża, Hetman Białystok, Wigry Suwałki, KP Wasilków, Jagiellonia II Białystok.

| Rozgrywki       | Poziomy rozgrywkowe w sezonie 1995/1996 | Poziomy rozgrywkowe w sezonie 1995/1996 | Poziomy rozgrywkowe w sezonie 1995/1996 | Poziomy rozgrywkowe w sezonie 1995/1996 | Poziomy rozgrywkowe w sezonie 1995/1996 | Poziomy rozgrywkowe w sezonie 1995/1996 | Poziomy rozgrywkowe w sezonie 1995/1996 |
| --------------- | --------------------------------------- | --------------------------------------- | --------------------------------------- | --------------------------------------- | --------------------------------------- | --------------------------------------- | --------------------------------------- |
| Centralne       | I poziom ligowy                         | I Liga                                  | I Liga                                  | I Liga                                  | I Liga                                  | I Liga                                  | I Liga                                  |
| Centralne       | II poziom ligowy                        | II Liga - 2 grupy                       | II Liga - 2 grupy                       | II Liga - 2 grupy                       | II Liga - 2 grupy                       | II Liga - 2 grupy                       | II Liga - 2 grupy                       |
| Makroregionalne | III poziom ligowy                       | III Liga - 8 grup                       | III Liga - 8 grup                       | III Liga - 8 grup                       | III Liga - 8 grup                       | III Liga - 8 grup                       | III Liga - 8 grup                       |
|                 |                                         | OZPN Suwałki                            | OZPN Białystok                          | OZPN Białystok                          | OZPN Białystok                          | OZPN Łomża                              | OZPN Łomża                              |
| Okręgowe        | IV poziom ligowy                        | Klasa Okręgowa (suwalska)               | Klasa Okręgowa (białostocko-łomżyńska)  | Klasa Okręgowa (białostocko-łomżyńska)  | Klasa Okręgowa (białostocko-łomżyńska)  | Klasa Okręgowa (białostocko-łomżyńska)  |                                         |
| Okręgowe        | V poziom ligowy                         | Klasa A (suwalska)                      | Klasa A (białostocka)                   | Klasa A (białostocka)                   | Klasa A (białostocka)                   | Klasa A (łomżyńska)                     |                                         |
| Okręgowe        | VI poziom ligowy                        |                                         | Klasa B (białostocka)                   | Klasa B (białostocka)                   | Klasa B (białostocka)                   |                                         |                                         |

## Klasa Okręgowa - IV poziom rozgrywkowy
Grupa białostocko-łomżyńska
| Poz. | Drużyna                  | M  | Z  | R  | P  | Bramki | Punkty | Opis                | Opis                |
| ---- | ------------------------ | -- | -- | -- | -- | ------ | ------ | ------------------- | ------------------- |
| 1    | Olimpia Zambrów          | 26 | 17 | 2  | 7  | 68-30  | 53     | Awans III liga      | Awans III liga      |
| 2    | Tur Bielsk Podlaski (b)  | 26 | 14 | 2  | 10 | 63-65  | 44     | baraż-przegrany     | IV liga (makroreg.) |
| 3    | Cresovia Siemiatycze     | 26 | 11 | 8  | 7  | 51-46  | 41     | IV liga (makroreg.) | IV liga (makroreg.) |
| 4    | Ruch Wysokie Mazowieckie | 26 | 10 | 9  | 7  | 52-40  | 39     | IV liga (makroreg.) | IV liga (makroreg.) |
| 5    | Narew Choroszcz          | 26 | 11 | 5  | 10 | 44-43  | 38     | IV liga (makroreg.) | IV liga (makroreg.) |
| 6    | Wissa Szczuczyn (b)      | 26 | 12 | 2  | 12 | 54-55  | 38     | IV liga (makroreg.) | IV liga (makroreg.) |
| 7    | Orzeł Kolno              | 26 | 11 | 5  | 10 | 45-48  | 38     | IV liga (makroreg.) | IV liga (makroreg.) |
| 8    | Lampart Dobrzyniewo Duże | 26 | 11 | 5  | 10 | 54-48  | 38     | baraż-przegrany     | Klasa Okręgowa      |
| 9    | Supraślanka Supraśl      | 26 | 9  | 8  | 9  | 45-46  | 35     | Klasa Okręgowa      | Klasa Okręgowa      |
| 10   | Sokół Sokółka            | 26 | 8  | 7  | 11 | 42-48  | 34     | Klasa Okręgowa      | Klasa Okręgowa      |
| 11   | Warmia Grajewo           | 26 | 9  | 7  | 10 | 43-54  | 31     | Klasa Okręgowa      | Klasa Okręgowa      |
| 12   | LZS Krynki (b)           | 26 | 9  | 2  | 15 | 38-49  | 29     | Klasa Okręgowa      | Klasa Okręgowa      |
| 13   | Skra Czarna Białostocka  | 26 | 5  | 10 | 11 | 34-46  | 25     | Klasa Okręgowa      | Klasa Okręgowa      |
| 14   | Włókniarz Białystok      | 26 | 6  | 6  | 14 | 48-63  | 24     | Klasa Okręgowa      | Klasa Okręgowa      |

- Od następnego sezonu oddzielna klasa okręgowa łomżyńska i białostocka.

Grupa suwalska
| Poz. | Drużyna                 | M  | Z  | R | P  | Bramki | Punkty | Opis                | Opis                |
| ---- | ----------------------- | -- | -- | - | -- | ------ | ------ | ------------------- | ------------------- |
| 1    | Mazur Ełk               | 24 | 21 | 3 | 0  | 74-14  | 66     | baraż-przegrany     | IV liga (makroreg.) |
| 2    | Nida Ruciane-Nida       | 24 | 16 | 3 | 5  | 40-20  | 51     | IV liga (makroreg.) | IV liga (makroreg.) |
| 3    | Agro Lega               | 24 | 14 | 4 | 6  | 53-18  | 46     | IV liga (makroreg.) | IV liga (makroreg.) |
| 4    | Sparta Augustów         | 24 | 13 | 6 | 5  | 43-22  | 45     | baraż-przegrany     | Klasa Okręgowa      |
| 5    | Mazur Pisz              | 24 | 13 | 5 | 6  | 38-24  | 44     | Klasa Okręgowa      | Klasa Okręgowa      |
| 6    | Czarni Olecko           | 24 | 11 | 4 | 9  | 32-33  | 37     | Klasa Okręgowa      | Klasa Okręgowa      |
| 7    | Tęcza Oracze            | 24 | 9  | 2 | 13 | 28-48  | 29     | Klasa Okręgowa      | Klasa Okręgowa      |
| 8    | Mamry Giżycko           | 24 | 7  | 6 | 11 | 41-43  | 27     | Klasa Okręgowa      | Klasa Okręgowa      |
| 9    | Orkan Drygały (b)       | 24 | 8  | 2 | 14 | 35-53  | 26     | Klasa Okręgowa      | Klasa Okręgowa      |
| 10   | Rominta Gołdap          | 24 | 7  | 4 | 13 | 36-39  | 25     | Klasa Okręgowa      | Klasa Okręgowa      |
| 11   | Wigry II Suwałki (b)    | 24 | 6  | 5 | 13 | 27-36  | 23     | Klub wycofany.      | Klub wycofany.      |
| 12   | Znicz Biała Piska       | 24 | 4  | 3 | 17 | 26-67  | 15     | Klasa Okręgowa      | Klasa Okręgowa      |
| 13   | Jurand Orzysz           | 24 | 2  | 3 | 19 | 25-81  | 9      | Klasa Okręgowa      | Klasa Okręgowa      |
| 14   | Polonez Nowa Wieś Ełcka |    |    |   |    |        |        | Klub wycofany.      | Klub wycofany.      |

- Z połączenia Juranda Bemowo Piskie i MKS-u Orzysz powstał klub Jurand Orzysz.
- Polonez Nowa Wieś Ełcka wycofał się z rozgrywek, wszystkie wyniki anulowano. Polonez przystąpi do rozgrywek A klasy.
- Po sezonie z rozgrywek wycofały się rezerwy Wigier Suwałki.

Eliminacje do III ligi
- Tur Bielsk Podlaski : Victoria Bartoszyce 3:7, Victoria : Tur 6:1, awans Victoria.
- Mazur Ełk : Olimpia Warszawa 1:2, Olimpia : Mazur 3:1, awans Olimpia.

Eliminacje do IV ligi makroregionalnej
- Lampart Dobrzyniewo Duże : Pogoń Grodzisk 2:1, Pogoń : Lampart 5:0, awans Pogoń.
- Sparta Augustów : Warfama Dobre Miasto 0:1, Warfama : Sparta 1:0, awans Warfama.

## Klasa A - V poziom rozgrywkowy
Grupa białostocka
| Poz. | Drużyna                   | M  | Z | R | P | Bramki | Punkty | Opis           |
| ---- | ------------------------- | -- | - | - | - | ------ | ------ | -------------- |
| 1    | Kolejarz Czeremcha        | 22 | - | - | - | 59-18  | 51     | Klasa Okręgowa |
| 2    | Iskra Narew               | 22 | - | - | - | 58-22  | 43     | Klasa Okręgowa |
| 3    | Pogoń Łapy (s)            | 22 | - | - | - | 37-25  | 40     | Klasa Okręgowa |
| 4    | Hol-Gaz Narewka           | 22 | - | - | - | 53-42  | 39     | Klasa Okręgowa |
| 5    | Relax Uhowo               | 22 | - | - | - | 55-39  | 36     | Klasa Okręgowa |
| 6    | Andrzejewski Klepacze (b) | 22 | - | - | - | 36-28  | 36     | Klasa Okręgowa |
| 7    | Orlik-Genticus Białystok  | 22 | - | - | - | 49-47  | 30     | Klasa A        |
| 8    | Promień Mońki             | 22 | - | - | - | 33-38  | 28     | Klasa A        |
| 9    | LZS Jaświły (b)           | 22 | - | - | - | 52-68  | 26     | Klasa A        |
| 10   | Rudnia Zabłudów           | 22 | - | - | - | 37-56  | 24     | Klasa A        |
| 11   | Żubr Drohiczyn            | 22 | - | - | - | 23-80  | 11     | Klasa A        |
| 12   | Ares Nowodziel (b)        | 22 | - | - | - | 21-64  | 9      | Klasa A        |

- Zmiana nazwy Genticus na Orlik-Genticus Białystok.

Grupa łomżyńska
| Poz. | Drużyna                | M  | Z | R | P | Bramki | Punkty | Opis           |
| ---- | ---------------------- | -- | - | - | - | ------ | ------ | -------------- |
| 1    | Orlęta Czyżew          | 18 | - | - | - | 71-29  | 49     | Klasa Okręgowa |
| 2    | Znicz Radziłów         | 18 | - | - | - | 39-27  | 33     | Klasa Okręgowa |
| 3    | Ziemowit Nowogród      | 18 | - | - | - | 48-40  | 28     | Klasa Okręgowa |
| 4    | Unia Ciechanowiec (s)  | 18 | - | - | - | 28-46  | 25     | Klasa Okręgowa |
| 5    | Skra Wizna             | 18 | - | - | - | 40-40  | 22     | Klasa Okręgowa |
| 6    | Kontakty Łomża         | 18 | - | - | - | 34-43  | 22     | Klasa Okręgowa |
| 7    | Fortuna Andrzejewo (b) | 18 | - | - | - | 47-48  | 21     | Klasa Okręgowa |
| 8    | Victoria Jedwabne (b)  | 18 | - | - | - | 25-38  | 19     | Klasa Okręgowa |
| 9    | Biebrza Goniądz        | 18 | - | - | - | 38-50  | 16     | Klasa Okręgowa |
| 10   | Sparta Szepietowo      | 18 | - | - | - | 28-37  | 15     | Klasa Okręgowa |

- Z winy władz okręgu makroregionalnego nie uwzględniono zwycięzcy grupy łomżyńskiej do awansu w nowo tworzonej IV lidze makroregionalnej.
- Po sezonie doszło do reorganizacji rozgrywek, powstała łomżyńska klasa okręgowa, do której przeniesiono wszystkie zespoły z klasy A.

Grupa suwalska
| Poz. | Drużyna               | M  | Z | R | P | Bramki | Punkty | Opis           |
| ---- | --------------------- | -- | - | - | - | ------ | ------ | -------------- |
| 1    | Vęgoria Węgorzewo (s) | 26 | - | - | - | 93-32  | 64     | Klasa Okręgowa |
| 2    | Pogoń Ryn             | 26 | - | - | - | 83-31  | 57     | Klasa Okręgowa |
| 3    | Pomorzanka Sejny      | 26 | - | - | - | 75-33  | 57     | Klasa Okręgowa |
| 4    | STP Suwałki (b)       | 26 | - | - | - | 68-36  | 53     | Klasa Okręgowa |
| 5    | MKS Mikołajki         | 26 | - | - | - | 54-29  | 51     | Klasa Okręgowa |
| 6    | Orzeł Stare Juchy     | 26 | - | - | - | 62-45  | 45     | Klasa A        |
| 7    | Olimpia Miłki         | 26 | - | - | - | 54-65  | 33     | Klasa A        |
| 8    | Druglin Rożyńsk       | 26 | - | - | - | 36-46  | 29     | Klasa A        |
| 9    | Mazur Wydminy         | 26 | - | - | - | 52-71  | 27     | Klasa A        |
| 10   | Unia Woźnice          | 26 | - | - | - | 25-53  | 26     | Klasa A        |
| 11   | Pogoń Banie Mazurskie | 26 | - | - | - | 39-74  | 22     | Klasa A        |
| 12   | KS Prostki            | 26 | - | - | - | 30-70  | 22     | Klasa A        |
| 13   | Polonia Raczki (b)    | 26 | - | - | - | 39-76  | 18     | Klasa A        |
| 14   | Bełdan Wygryny (s)    | 26 | - | - | - | 22-71  | 7      | Klasa A        |

- Po sezonie z rozgrywek wycofał się KS Prostki.

## Klasa B - VI poziom rozgrywkowy
Grupa białostocka
| Poz. | Drużyna                   | M | Z | R | P | Bramki | Punkty | Opis    |
| ---- | ------------------------- | - | - | - | - | ------ | ------ | ------- |
| 1    | Hetman II Białystok       |   |   |   |   | 84-12  | 42     | Klasa A |
| 2    | OSiR-Puszcza Hajnówka (s) |   |   |   |   | 45-29  | 34     | Klasa A |
| 3    | Hetman Tykocin (s)        |   |   |   |   | 36-22  | 29     | Klasa A |
| 4    | LZS Łapy-Szołajdy         |   |   |   |   | b.d.   | b.d.   | Klasa A |
| 5    | Magnat Juchnowiec         |   |   |   |   | b.d.   | b.d.   | Klasa A |
| 6    | LZS Turośń Kościelna      |   |   |   |   | b.d.   | b.d.   | Klasa A |
| 7    | Znicz Suraż               |   |   |   |   | b.d.   | b.d.   | Klasa B |
| 8    | Kolejarz II Czeremcha     |   |   |   |   | b.d.   | b.d.   | Klasa B |
| 9    | SPUiR Orla                |   |   |   |   | b.d.   | b.d.   | Klasa B |
| 10   | LZS Minkowce              |   |   |   |   | b.d.   | b.d.   | Klasa B |
| 11   | Krypnianka Krypno         |   |   |   |   | b.d.   | b.d.   | Klasa B |
| 12   | LZS Piliki                |   |   |   |   | b.d.   | b.d.   | Klasa B |

- Brak pełnej tabeli.

## Puchar Polski – rozgrywki okręgowe
- BOZPN – Włókniarz Białystok : KP Wasilków 3:2 (dogr.)
- ŁOZPN – ŁKS Łomża : Ruch Wysokie Mazowieckie 5:1
- SOZPN – Wigry Suwałki : Pogoń Ryn 3:2